# Paya Tusan
Paya Tusan is een bestuurslaag in het regentschap Langkat van de provincie Noord-Sumatra, Indonesië. Paya Tusan telt 1681 inwoners (volkstelling 2010).